# Horsgölen (Nottebäcks socken, Småland)
Horsgölen är en sjö i Uppvidinge kommun i Småland och ingår i Alsteråns huvudavrinningsområde.